# Serie A1 2018-2019 (pallamano femminile)
La Serie A1 2018-2019 è stata la 50ª edizione della massima serie del campionato italiano di pallamano femminile. Il campionato è iniziato l'8 settembre 2018 e si è concluso il 19 maggio 2019. Il campionato è stato vinto per la settima volta, la terza consecutiva, dal PDO Salerno, che nella finale play-off ha sconfitto l'Oderzo.

## Stagione

### Avvenimenti
Dalla Serie A1 2017-2018 erano state retrocesse l'Ariosto Ferrara e il Teramo, mentre dalla Serie A2 2017-2018 era stato promosso il Cingoli, vincitore dei play-off promozione.
Per decisione societaria l'Conversano, finalista nei play-off scudetto nella precedente edizione, ha scelto di iscriversi alla Serie A2 2018-2019. Hanno rinunciato all'iscrizione al campionato di Serie A1 anche la neopromossa Cingoli e l'Estense Ferrara. A completamento organico sono state accolte le richieste di ripescaggio di Ariosto Ferrara e Leno, portando l'organico della Serie A1 a dieci unità.

### Formula
Il campionato si è svolto tra 10 squadre che si affrontarono con la formula del girone all'italiana con partite di andata e ritorno.
Per ogni incontro i punti assegnati in classifica erano così determinati:
- due punti per la squadra che vince l'incontro;
- un punto per il pareggio;
- zero punti per la squadra che perde l'incontro.

Al termine della stagione regolare le prime sei squadre classificate accedevano alla poule play-off, mentre le ultime quattro classificate accedevano alla poule retrocessione. Nella poule play-off le squadre si sono affrontate una volta sola e hanno avuto un bonus punti proveniente dalla stagione regolare. Le prime due classificate accedevano alla finale scudetto, disputata al meglio delle tre gare. Nella poule retrocessione le squadre si sono affrontate in partite di andata e ritorno e l'ultima classificata veniva retrocessa in Serie A2.
Al termine dei playoff, a seconda dei risultati ottenuti dopo la finale, vengono emessi i seguenti verdetti:
- 1ª classificata: è proclamata campione d'Italia ed acquisisce il diritto a partecipare alla EHF Cup;
- 2ª classificata: acquisisce il diritto a partecipare alla EHF Challenge Cup;
- 3ª classificata: acquisisce il diritto a partecipare alla EHF Challenge Cup;
- 10ª classificata: retrocede in Serie A2.

## Squadre partecipanti
| Squadra                | Città                | Palasport                   | Stagione precedente   |
| ---------------------- | -------------------- | --------------------------- | --------------------- |
| Ariosto Ferrara        | Ferrara              | Palaboschetto               | 11º posto in Serie A1 |
| Brixen Südtirol        | Bressanone (BZ)      | Raiffeisen Arena            | 6º posto in Serie A1  |
| Cassano Magnago        | Cassano Magnago (VA) | PalaTacca                   | 3º posto in Serie A1  |
| Dossobuono             | Dossobuono (VR)      | PalaDossobuono              | 7º posto in Serie A1  |
| Flavioni Civitavecchia | Civitavecchia (RM)   | PalaGrammatico              | 10º posto in Serie A1 |
| Leno                   | Leno (BS)            | Handball Arena              | in Serie A2           |
| Leonessa Brescia       | Brescia              | Centro Sportivo San Filippo | 8º posto in Serie A1  |
| Oderzo                 | Oderzo (TV)          | PalaOpitergium              | 5º posto in Serie A1  |
| PDO Salerno            | Salerno              | PalaPalumbo                 | 1º posto in Serie A1  |
| Casalgrande            | Casalgrande (RE)     | PalaKeope                   | 4º posto in Serie A1  |

## Stagione regolare

### Classifica finale
Classifica finale come da sito FIGH.
|  | Pos. | Squadra                | Pt | G  | V  | N | P  | GF  | GS  | DR   |
|  | ---- | ---------------------- | -- | -- | -- | - | -- | --- | --- | ---- |
|  | 1.   | PDO Salerno            | 34 | 18 | 16 | 2 | 0  | 482 | 351 | +131 |
|  | 2.   | Oderzo                 | 30 | 18 | 14 | 2 | 2  | 464 | 382 | +82  |
|  | 3.   | Brixen Südtirol        | 29 | 18 | 13 | 3 | 2  | 474 | 373 | +101 |
|  | 4.   | Casalgrande            | 18 | 18 | 9  | 0 | 9  | 458 | 458 | 0    |
|  | 5.   | Dossobuono             | 18 | 18 | 7  | 4 | 7  | 437 | 416 | +21  |
|  | 6.   | Ariosto Ferrara        | 14 | 18 | 6  | 2 | 10 | 447 | 508 | -61  |
|  | 7.   | Leonessa Brescia       | 13 | 18 | 6  | 1 | 11 | 392 | 438 | -46  |
|  | 8.   | Cassano Magnago        | 13 | 18 | 5  | 3 | 10 | 438 | 458 | -20  |
|  | 9.   | Leno                   | 11 | 18 | 5  | 1 | 12 | 444 | 491 | -47  |
|  | 10.  | Flavioni Civitavecchia | 0  | 18 | 0  | 0 | 18 | 322 | 483 | -161 |

Legenda:
      Ammessa alla poule play-off.
      Ammessa alla poule retrocessione.
Note:
Due punti a vittoria, uno a pareggio, zero a sconfitta.

### Risultati
| Andata  | Andata | 1ª/10ª giornata            | Ritorno | Ritorno |
|         |        |                            |         |         |
| 15 set. | 21-37  | Casalgrande - Brixen       | 22-23   | 13 gen. |
| 15 set. | 27-20  | Dossobuono - Leno          | 24-24   | 12 gen. |
| 15 set. | 28-15  | Salerno - Ariosto          | 29-23   | 12 gen. |
| 15 set. | 29-19  | Cassano M. - Civitavecchia | 21-18   | 12 gen. |
| 15 set. | 18-20  | Brescia - Oderzo           | 20-29   | 12 gen. |

| Andata  | Andata | 2ª/11ª giornata         | Ritorno | Ritorno |
|         |        |                         |         |         |
| 23 set. | 27-24  | Oderzo - Dossobuono     | 27-20   | 19 gen. |
| 22 set. | 25-28  | Leno - Casalgrande      | 26-31   | 19 gen. |
| 22 set. | 21-17  | Brixen - Cassano M.     | 23-23   | 19 gen. |
| 22 set. | 31-31  | Ariosto - Brescia       | 29-22   | 19 gen. |
| 22 set. | 17-24  | Civitavecchia - Salerno | 15-28   | 19 gen. |

| Andata  | Andata | 1ª/10ª giornata            | Ritorno | Ritorno |
|         |        |                            |         |         |
| 15 set. | 21-37  | Casalgrande - Brixen       | 22-23   | 13 gen. |
| 15 set. | 27-20  | Dossobuono - Leno          | 24-24   | 12 gen. |
| 15 set. | 28-15  | Salerno - Ariosto          | 29-23   | 12 gen. |
| 15 set. | 29-19  | Cassano M. - Civitavecchia | 21-18   | 12 gen. |
| 15 set. | 18-20  | Brescia - Oderzo           | 20-29   | 12 gen. |

| Andata  | Andata | 2ª/11ª giornata         | Ritorno | Ritorno |
|         |        |                         |         |         |
| 23 set. | 27-24  | Oderzo - Dossobuono     | 27-20   | 19 gen. |
| 22 set. | 25-28  | Leno - Casalgrande      | 26-31   | 19 gen. |
| 22 set. | 21-17  | Brixen - Cassano M.     | 23-23   | 19 gen. |
| 22 set. | 31-31  | Ariosto - Brescia       | 29-22   | 19 gen. |
| 22 set. | 17-24  | Civitavecchia - Salerno | 15-28   | 19 gen. |

| Andata | Andata | 3ª/12ª giornata          | Ritorno | Ritorno |
|        |        |                          |         |         |
| 6 ott. | 25-23  | Cassano M. - Casalgrande | 25-30   | 26 gen. |
| 6 ott. | 32-29  | Oderzo - Leno            | 28-23   | 26 gen. |
| 6 ott. | 26-27  | Dossobuono - Ariosto     | 27-27   | 26 gen. |
| 6 ott. | 19-19  | Salerno - Brixen         | 20-18   | 26 gen. |
| 6 ott. | 21-13  | Brescia - Civitavecchia  | 18-16   | 26 gen. |

| Andata  | Andata | 4ª/13ª giornata            | Ritorno | Ritorno |
|         |        |                            |         |         |
| 13 ott. | 31-28  | Leno - Cassano M.          | 28-34   | 9 feb.  |
| 13 ott. | 32-25  | Brixen - Brescia           | 22-19   | 9 feb.  |
| 13 ott. | 24-32  | Ariosto - Oderzo           | 17-29   | 9 feb.  |
| 13 ott. | 16-26  | Civitavecchia - Dossobuono | 11-29   | 9 feb.  |
| 31 ott. | 24-35  | Casalgrande - Salerno      | 20-25   | 9 feb.  |

| Andata | Andata | 3ª/12ª giornata          | Ritorno | Ritorno |
|        |        |                          |         |         |
| 6 ott. | 25-23  | Cassano M. - Casalgrande | 25-30   | 26 gen. |
| 6 ott. | 32-29  | Oderzo - Leno            | 28-23   | 26 gen. |
| 6 ott. | 26-27  | Dossobuono - Ariosto     | 27-27   | 26 gen. |
| 6 ott. | 19-19  | Salerno - Brixen         | 20-18   | 26 gen. |
| 6 ott. | 21-13  | Brescia - Civitavecchia  | 18-16   | 26 gen. |

| Andata  | Andata | 4ª/13ª giornata            | Ritorno | Ritorno |
|         |        |                            |         |         |
| 13 ott. | 31-28  | Leno - Cassano M.          | 28-34   | 9 feb.  |
| 13 ott. | 32-25  | Brixen - Brescia           | 22-19   | 9 feb.  |
| 13 ott. | 24-32  | Ariosto - Oderzo           | 17-29   | 9 feb.  |
| 13 ott. | 16-26  | Civitavecchia - Dossobuono | 11-29   | 9 feb.  |
| 31 ott. | 24-35  | Casalgrande - Salerno      | 20-25   | 9 feb.  |

| Andata  | Andata | 5ª/14ª giornata        | Ritorno | Ritorno |
|         |        |                        |         |         |
| 11 ott. | 26-22  | Salerno - Cassano M.   | 30-20   | 17 feb. |
| 20 ott. | 25-15  | Oderzo - Civitavecchia | 22-16   | 16 feb. |
| 20 ott. | 24-23  | Brescia - Casalgrande  | 21-26   | 16 feb. |
| 20 ott. | 27-25  | Ariosto - Leno         | 21-34   | 16 feb. |
| 21 ott. | 16-23  | Dossobuono - Brixen    | 23-23   | 16 feb. |

| Andata  | Andata | 6ª/15ª giornata          | Ritorno | Ritorno |
|         |        |                          |         |         |
| 27 ott. | 21-24  | Cassano M. - Brescia     | 22-24   | 23 feb. |
| 27 ott. | 27-23  | Brixen - Oderzo          | 17-24   | 23 feb. |
| 27 ott. | 22-30  | Casalgrande - Dossobuono | 27-18   | 23 feb. |
| 27 ott. | 20-26  | Civitavecchia - Ariosto  | 24-29   | 24 feb. |
| 27 ott. | 23-42  | Leno - Salerno           | 16-32   | 23 feb. |

| Andata  | Andata | 5ª/14ª giornata        | Ritorno | Ritorno |
|         |        |                        |         |         |
| 11 ott. | 26-22  | Salerno - Cassano M.   | 30-20   | 17 feb. |
| 20 ott. | 25-15  | Oderzo - Civitavecchia | 22-16   | 16 feb. |
| 20 ott. | 24-23  | Brescia - Casalgrande  | 21-26   | 16 feb. |
| 20 ott. | 27-25  | Ariosto - Leno         | 21-34   | 16 feb. |
| 21 ott. | 16-23  | Dossobuono - Brixen    | 23-23   | 16 feb. |

| Andata  | Andata | 6ª/15ª giornata          | Ritorno | Ritorno |
|         |        |                          |         |         |
| 27 ott. | 21-24  | Cassano M. - Brescia     | 22-24   | 23 feb. |
| 27 ott. | 27-23  | Brixen - Oderzo          | 17-24   | 23 feb. |
| 27 ott. | 22-30  | Casalgrande - Dossobuono | 27-18   | 23 feb. |
| 27 ott. | 20-26  | Civitavecchia - Ariosto  | 24-29   | 24 feb. |
| 27 ott. | 23-42  | Leno - Salerno           | 16-32   | 23 feb. |

| Andata  | Andata | 7ª/16ª giornata         | Ritorno | Ritorno |
|         |        |                         |         |         |
| 10 nov. | 33-24  | Oderzo - Casalgrande    | 23-20   | 9 mar.  |
| 10 nov. | 32-26  | Dossobuono - Cassano M. | 19-19   | 9 mar.  |
| 10 nov. | 26-30  | Ariosto - Brixen        | 21-36   | 9 mar.  |
| 10 nov. | 24-29  | Civitavecchia - Leno    | 20-26   | 9 mar.  |
| 10 nov. | 21-27  | Brescia - Salerno       | 20-24   | 9 mar.  |

| Andata  | Andata | 8ª/17ª giornata        | Ritorno | Ritorno |
|         |        |                        |         |         |
| 1º dic. | 27-24  | Casalgrande - Ariosto  | 29-22   | 16 mar. |
| 1º dic. | 25-17  | Salerno - Dossobuono   | 26-23   | 16 mar. |
| 1º dic. | 23-29  | Cassano M. - Oderzo    | 23-23   | 16 mar. |
| 1º dic. | 33-17  | Brixen - Civitavecchia | 36-19   | 16 mar. |
| 2 dic.  | 24-22  | Brescia - Leno         | 14-25   | 16 mar. |

| Andata  | Andata | 7ª/16ª giornata         | Ritorno | Ritorno |
|         |        |                         |         |         |
| 10 nov. | 33-24  | Oderzo - Casalgrande    | 23-20   | 9 mar.  |
| 10 nov. | 32-26  | Dossobuono - Cassano M. | 19-19   | 9 mar.  |
| 10 nov. | 26-30  | Ariosto - Brixen        | 21-36   | 9 mar.  |
| 10 nov. | 24-29  | Civitavecchia - Leno    | 20-26   | 9 mar.  |
| 10 nov. | 21-27  | Brescia - Salerno       | 20-24   | 9 mar.  |

| Andata  | Andata | 8ª/17ª giornata        | Ritorno | Ritorno |
|         |        |                        |         |         |
| 1º dic. | 27-24  | Casalgrande - Ariosto  | 29-22   | 16 mar. |
| 1º dic. | 25-17  | Salerno - Dossobuono   | 26-23   | 16 mar. |
| 1º dic. | 23-29  | Cassano M. - Oderzo    | 23-23   | 16 mar. |
| 1º dic. | 33-17  | Brixen - Civitavecchia | 36-19   | 16 mar. |
| 2 dic.  | 24-22  | Brescia - Leno         | 14-25   | 16 mar. |

| \| Andata \| Andata \| 9ª/18ª giornata \| Ritorno \| Ritorno \| \| \| \| \| \| \| \| 8 dic. \| 21-26 \| Leno - Brixen \| 17-28 \| 30 mar. \| \| 8 dic. \| 28-26 \| Dossobuono - Brescia \| 28-20 \| 31 mar. \| \| 8 dic. \| 32-27 \| Ariosto - Cassano M. \| 26-32 \| 30 mar. \| \| 8 dic. \| 18-18 \| Oderzo - Salerno \| 20-24 \| 30 mar. \| \| 8 dic. \| 20-30 \| Civitavecchia - Casalgrande \| 22-31 \| 30 mar. \| |        |                             |         |         |
| Andata | Andata | 9ª/18ª giornata             | Ritorno | Ritorno |
| |        |                             |         |         |
| 8 dic. | 21-26  | Leno - Brixen               | 17-28   | 30 mar. |
| 8 dic. | 28-26  | Dossobuono - Brescia        | 28-20   | 31 mar. |
| 8 dic. | 32-27  | Ariosto - Cassano M.        | 26-32   | 30 mar. |
| 8 dic. | 18-18  | Oderzo - Salerno            | 20-24   | 30 mar. |
| 8 dic. | 20-30  | Civitavecchia - Casalgrande | 22-31   | 30 mar. |

| Andata | Andata | 9ª/18ª giornata             | Ritorno | Ritorno |
|        |        |                             |         |         |
| 8 dic. | 21-26  | Leno - Brixen               | 17-28   | 30 mar. |
| 8 dic. | 28-26  | Dossobuono - Brescia        | 28-20   | 31 mar. |
| 8 dic. | 32-27  | Ariosto - Cassano M.        | 26-32   | 30 mar. |
| 8 dic. | 18-18  | Oderzo - Salerno            | 20-24   | 30 mar. |
| 8 dic. | 20-30  | Civitavecchia - Casalgrande | 22-31   | 30 mar. |

## Poule play-off

### Classifica finale
Classifica finale come da sito FIGH.
|  | Pos. | Squadra         | Pt | G | V | N | P | GF  | GS  | DR  |
|  | ---- | --------------- | -- | - | - | - | - | --- | --- | --- |
|  | 1.   | PDO Salerno     | 20 | 5 | 5 | 0 | 0 | 140 | 103 | +37 |
|  | 2.   | Oderzo          | 13 | 5 | 2 | 1 | 2 | 123 | 128 | -5  |
|  | 3.   | Brixen Südtirol | 12 | 5 | 3 | 0 | 2 | 140 | 122 | +18 |
|  | 4.   | Casalgrande     | 10 | 5 | 3 | 0 | 2 | 126 | 129 | -3  |
|  | 5.   | Dossobuono      | 5  | 5 | 1 | 1 | 3 | 117 | 118 | -1  |
|  | 6.   | Ariosto Ferrara | 0  | 5 | 0 | 0 | 5 | 119 | 165 | -46 |

Legenda:
      Ammessa alla finale scudetto.
Note:
Due punti a vittoria, uno a pareggio, zero a sconfitta.
Punti di bonus: PDO Salerno 10, Oderzo 8, Brixen 6, Casalgrande 4, Dossobuono 2.

### Risultati
|        | 1ª giornata           |       |
|        |                       |       |
| 6 apr. | Casalgrande - Ariosto | 33-24 |
| 6 apr. | Oderzo - Dossobuono   | 18-18 |
| 7 apr. | Salerno - Brixen      | 23-22 |

|         | 2ª giornata          |       |
|         |                      |       |
| 13 apr. | Brixen - Ariosto     | 37-23 |
| 13 apr. | Oderzo - Casalgrande | 25-26 |
| 13 apr. | Dossobuono - Salerno | 18-22 |

|        | 1ª giornata           |       |
|        |                       |       |
| 6 apr. | Casalgrande - Ariosto | 33-24 |
| 6 apr. | Oderzo - Dossobuono   | 18-18 |
| 7 apr. | Salerno - Brixen      | 23-22 |

|         | 2ª giornata          |       |
|         |                      |       |
| 13 apr. | Brixen - Ariosto     | 37-23 |
| 13 apr. | Oderzo - Casalgrande | 25-26 |
| 13 apr. | Dossobuono - Salerno | 18-22 |

|         | 3ª giornata           |       |
|         |                       |       |
| 20 apr. | Ariosto - Oderzo      | 25-27 |
| 20 apr. | Brixen - Dossobuono   | 29-21 |
| 20 apr. | Salerno - Casalgrande | 30-19 |

|         | 4ª giornata              |       |
|         |                          |       |
| 1º mag. | Oderzo - Brixen          | 29-23 |
| 1º mag. | Ariosto - Salerno        | 20-29 |
| 1º mag. | Casalgrande - Dossobuono | 22-21 |

|         | 3ª giornata           |       |
|         |                       |       |
| 20 apr. | Ariosto - Oderzo      | 25-27 |
| 20 apr. | Brixen - Dossobuono   | 29-21 |
| 20 apr. | Salerno - Casalgrande | 30-19 |

|         | 4ª giornata              |       |
|         |                          |       |
| 1º mag. | Oderzo - Brixen          | 29-23 |
| 1º mag. | Ariosto - Salerno        | 20-29 |
| 1º mag. | Casalgrande - Dossobuono | 22-21 |

| \| \| 5ª giornata \| \| \| \| \| \| \| 4 mag. \| Brixen - Casalgrande \| 29-26 \| \| 4 mag. \| Dossobuono - Ariosto \| 39-27 \| \| 4 mag. \| Salerno - Oderzo \| 36-24 \| |                      |       |
| | 5ª giornata          |       |
| |                      |       |
| 4 mag. | Brixen - Casalgrande | 29-26 |
| 4 mag. | Dossobuono - Ariosto | 39-27 |
| 4 mag. | Salerno - Oderzo     | 36-24 |

|        | 5ª giornata          |       |
|        |                      |       |
| 4 mag. | Brixen - Casalgrande | 29-26 |
| 4 mag. | Dossobuono - Ariosto | 39-27 |
| 4 mag. | Salerno - Oderzo     | 36-24 |

## Poule retrocessione

### Classifica finale
Classifica finale come da sito FIGH.
|  | Pos. | Squadra                | Pt | G | V | N | P | GF  | GS  | DR  |
|  | ---- | ---------------------- | -- | - | - | - | - | --- | --- | --- |
|  | 7.   | Cassano Magnago        | 12 | 6 | 4 | 1 | 1 | 148 | 132 | +16 |
|  | 8.   | Leno                   | 10 | 6 | 4 | 0 | 2 | 170 | 141 | +29 |
|  | 9.   | Leonessa Brescia       | 10 | 6 | 3 | 0 | 3 | 122 | 118 | +4  |
|  | 10.  | Flavioni Civitavecchia | 2  | 6 | 0 | 1 | 5 | 124 | 173 | -49 |

Legenda:
      Retrocessa in Serie A2.
Note:
Due punti a vittoria, uno a pareggio, zero a sconfitta.
Punti di bonus: PDO Salerno 10, Oderzo 8, Brixen 6, Casalgrande 4, Dossobuono 2.

### Risultati
| Andata | Andata | 1ª/5ª giornata             | Ritorno | Ritorno |
|        |        |                            |         |         |
| 6 apr. | 18-25  | Brescia - Leno             | 21-22   | 4 mag.  |
| 6 apr. | 25-24  | Cassano M. - Civitavecchia | 25-25   | 4 mag.  |

| Andata  | Andata | 2ª/6ª giornata          | Ritorno | Ritorno |
|         |        |                         |         |         |
| 13 apr. | 14-20  | Civitavecchia - Brescia | 17-26   | 11 mag. |
| 13 apr. | 23-26  | Leno - Cassano M.       | 23-32   | 11 mag. |

| Andata | Andata | 1ª/5ª giornata             | Ritorno | Ritorno |
|        |        |                            |         |         |
| 6 apr. | 18-25  | Brescia - Leno             | 21-22   | 4 mag.  |
| 6 apr. | 25-24  | Cassano M. - Civitavecchia | 25-25   | 4 mag.  |

| Andata  | Andata | 2ª/6ª giornata          | Ritorno | Ritorno |
|         |        |                         |         |         |
| 13 apr. | 14-20  | Civitavecchia - Brescia | 17-26   | 11 mag. |
| 13 apr. | 23-26  | Leno - Cassano M.       | 23-32   | 11 mag. |

| \| Andata \| Andata \| 3ª/4ª giornata \| Ritorno \| Ritorno \| \| \| \| \| \| \| \| 20 apr. \| 24-37 \| Civitavecchia - Leno \| 20-40 \| 1º mag. \| \| 20 apr. \| 23-17 \| Cassano M. - Brescia \| 17-20 \| 1º mag. \| |        |                      |         |         |
| Andata | Andata | 3ª/4ª giornata       | Ritorno | Ritorno |
| |        |                      |         |         |
| 20 apr. | 24-37  | Civitavecchia - Leno | 20-40   | 1º mag. |
| 20 apr. | 23-17  | Cassano M. - Brescia | 17-20   | 1º mag. |

| Andata  | Andata | 3ª/4ª giornata       | Ritorno | Ritorno |
|         |        |                      |         |         |
| 20 apr. | 24-37  | Civitavecchia - Leno | 20-40   | 1º mag. |
| 20 apr. | 23-17  | Cassano M. - Brescia | 17-20   | 1º mag. |

## Finale scudetto
|             | Risultati |             | Luogo e data            |
| ----------- | --------- | ----------- | ----------------------- |
| Oderzo      | 24 - 25   | PDO Salerno | Oderzo, 12 maggio 2019  |
| PDO Salerno | 30 - 20   | Oderzo      | Salerno, 19 maggio 2019 |
|             |           |             |                         |

## Statistiche

### Squadre

#### Primati stagionali
Squadre
- Maggior numero di vittorie: PDO Salerno (19)
- Maggior numero di pareggi: Dossobuono (5)
- Maggior numero di sconfitte: Flavioni Civitavecchia (21)
- Minor numero di vittorie: Flavioni Civitavecchia (0)
- Minor numero di pareggi: Casalgrande, Flavioni Civitavecchia (0)
- Minor numero di sconfitte: PDO Salerno (0)
- Miglior attacco: PDO Salerno (557 gol fatti)
- Peggior attacco: Flavioni Civitavecchia (495 gol fatti)
- Miglior difesa: PDO Salerno (410 gol subiti)
- Peggior difesa: Ariosto Ferrara (605 gol subiti)
- Miglior differenza reti: PDO Salerno (+157)
- Peggior differenza reti: Flavioni Civitavecchia (-181)
- Miglior serie positiva: PDO Salerno (21, 1ª-18ª stagione regolare, 1ª-5ª poule play-off)
- Peggior serie negativa: Flavioni Civitavecchia (21, 1ª-18ª stagione regolare, 1ª-3ª poule retrocessione)

Partite
- Più gol: Leno-PDO Salerno 23-42 (65, 6ª giornata)
- Meno gol: Oderzo-PDO Salerno 18-18 (9ª giornata stagione regolare), Oderzo-Dossobuono 18-18 (1ª giornata poule playoff)
- Maggior scarto di gol: Leno-PDO Salerno 23-42 (19)

### Classifica marcatrici
Fonte: sito FIGH.
| Pos. | Giocatore            | Squadra                 | Reti |
| ---- | -------------------- | ----------------------- | ---- |
| 1.   | Ilenia Furlanetto    | Spallanzani Casalgrande | 202  |
| 2.   | Arasay Duran         | Oderzo                  | 189  |
| 3.   | Giada Babbo          | Brixen Südtirol         | 156  |
| 4.   | Sofia Ghilardi       | Dossobuono              | 148  |
| 5.   | Suleiky Gomez        | PDO Salerno             | 145  |
| 6.   | Sara Stankovski      | Leno                    | 144  |
| 7.   | Natalia Girotto      | Leonessa Brescia        | 140  |
| 8.   | Nerea Costanza       | Leno                    | 126  |
| 9.   | Ilaria Dalla Costa   | PDO Salerno             | 126  |
| 10.  | Victoria Romeo       | Oderzo                  | 117  |
| 11.  | Sandra Federspieler  | Brixen Südtirol         | 113  |
| 12.  | Marijana Tanić       | Leonessa Brescia        | 113  |
| 13.  | Katia Soglietti      | Ariosto Ferrara         | 107  |
| 14.  | Giulia Losio         | Leno                    | 104  |
| 15.  | Gioia Maria Victoria | Ariosto Ferrara         | 101  |